# Raymond Villeneuve
Raymond Villeneuve (11 settembre 1943) è un terrorista canadese, militante in movimenti indipendentisti, terroristici e di liberazione della regione canadese del Québec, dall'età di 16 anni, quando divenne indipendentista.

## Biografia
All'inizio degli anni sessanta comincia a militare in movimenti indipendentisti di sinistra come Azione Socialista per l'Indipendenza. Assieme ad alcuni suoi compagni lascia le file del Rèseau de Resistance per fondare nel 1963 il FLQ, Fronte di Liberazione del Québec. Il gruppo terroristico, subito attivo, compie il primo attacco dopo pochi mesi dalla fondazione, lanciando 3 molotov nelle caserme militari di Montréal.
Il 16 aprile dello stesso anno, il FLQ lancia il suo Manifesto di Aprile: Raymond Villeneuve è uno dei redattori, assieme a Denis Lamoureux, Pierre Schneider e Jacques Giroux. Anche se nessun media lo diffonde il manifesto riflette gli orientamenti del FLQ in favore dell'indipendenza, ma anche della rivoluzione sociale tanto cara ai primi militanti. Nel giugno del 1963, viene arrestato per l'omicidio di un addetto alla sicurezza. Condannato a 12 anni, dopo 4 è fuori con la condizionale.
Continua a lottare per la causa Indipendentista e fonda, assieme al Mouvement Souveraineté di René Lévesque, il "Parti québécois" nell'ottobre 1968. È costretto però all'esilio e, dopo 16 anni passati tra Cuba, Algeria e Francia, nel novembre 1984 torna in Canada e viene dapprima arrestato per 8 mesi e poi riprende la sua battaglia.
Il 30 ottobre 1995, ha fondato il MLNQ, (Movimento di Liberazione Nazionale del Québec).